# Joey Sturgis
Joey Sturgis (* 1985) ist ein US-amerikanischer Musikproduzent und Besitzer des The Foundation Recording Studio in Connersville, Indiana. Gemanagt wird das Studio vom Gründer des Labels Rise Records, Craig Ericson. Sturgis begann als Produzent im Jahr 2004. Er hat außerdem zwei eigene Songs als Solomusiker veröffentlicht.

## Produktionen
| Jahr | Künstler                  | Albumtitel                           | Art    | Label                 | Credits                                                                      | Veröffentlichungsdatum |
| ---- | ------------------------- | ------------------------------------ | ------ | --------------------- | ---------------------------------------------------------------------------- | ---------------------- |
| 2016 | Alory                     | A LIFE STORY                         | LP     | N/A                   | Mixing, Mastering                                                            | 20.01.2016             |
| 2014 | I Scream for Ice Cream    | Welcome to Megalon                   | LP     | N/A                   | Mastering                                                                    | 08.03.2014             |
| 2013 | I Am Novelist             | The Final Chapter                    | Single | N/A                   | Mastering                                                                    | 08.12.2013             |
| 2013 | We Saw Worlds Collide     | We Saw Worlds Collide                | LP     | N/A                   | Mastering                                                                    | 18.10.2013             |
| 2012 | Rune                      | World Of Ice                         | EP     | N/A                   | Mastering                                                                    | TBA                    |
| 2012 | ANNISOKAY                 | The Lucid Dream[er]                  | Album  | N/A                   | Mastering                                                                    | 01.10.2012             |
| 2012 | I See The End             | Brotherhood                          | EP     | N/A                   | Mastering                                                                    | TBA                    |
| 2012 | Crown The Empire          | TBA                                  | Album  | Rise Records          | Producer                                                                     | TBA                    |
| 2012 | Can’t Never Could         | TBA                                  | EP     | N/A                   | Mastering                                                                    | TBA                    |
| 2012 | Tides Will Turn           | No Rest, No Sleep Til The Quest Ends | EP     | N/A                   | Mastering                                                                    | TBA                    |
| 2012 | Deception Of A Ghost      | Life Right Now                       | Album  | Bullet Tooth          | Mastering                                                                    | TBA                    |
| 2012 | Kingdom Of Giants         | TBA                                  | Album  | N/A                   | Mastering                                                                    | TBA                    |
| 2012 | From Atlantis             | TBA                                  | Album  | InVogue Records       | Mastering                                                                    | TBA                    |
| 2012 | Asking Alexandria         | From Death To Destiny                | Album  | Sumerian Records      | Producer                                                                     | TBA                    |
| 2012 | Famous Last Words         | Two-Faced Charade                    | Album  | InVogue Records       | Producer                                                                     | 30.04.2013             |
| 2012 | Never Lose Sight          | Pride Fighter                        | Album  | N/A                   | Mastering                                                                    | TBA                    |
| 2012 | Lie, Now Sleep            | TBA                                  | Album  | N/A                   | Mixing, Mastering                                                            | TBA                    |
| 2012 | Everyone Dies In Utah     | Polarities                           | Album  | Tragic Hero Records   | Mastering                                                                    | 31.07.2012             |
| 2012 | A Hero A Fake             | The Future Again                     | Album  | Victory Records       | Mastering                                                                    | 17.07.2012             |
| 2012 | The Word Alive            | Life Cycles                          | Album  | Fearless Records      | Producer                                                                     | 03.07.2012             |
| 2012 | Through Arteries          | This Is Just The Beginning…          | EP     | Eigenproduktion       | Producer                                                                     | 08.05.2012             |
| 2012 | Emmure                    | Slave to the Game                    | Album  | Victory Records       | Producer                                                                     | 10.04.2012             |
| 2012 | Before Their Eyes         | Redemption                           | Album  | InVogue Records       | Mastering                                                                    | 27.03.2012             |
| 2012 | I See Stars               | Digital Renegade                     | Album  | Sumerian Records      | Producer                                                                     | 13.03.2012             |
| 2011 | Silent Screams            | When It Rains                        | Album  | Ghost Music           | Producer                                                                     | 24.10.2011             |
| 2011 | The Devil Wears Prada     | Dead Throne                          | Album  | Ferret Music          | Synthesizer Producer, Keyboards, produced by Adam Dutkiewicz                 | 13.09.2011             |
| 2011 | We Came as Romans         | Understanding What We’ve Grown to Be | Album  | Equal Vision Records  | Producer, Engineer, Mastering, Mixing, Programming, Keyboards                | 13.09.2011             |
| 2011 | Attila                    | Outlawed                             | Album  | Artery Recordings     | Producer, Engineer, Mastering, Mixing                                        | 16.08.2011             |
| 2011 | The March Ahead           | The March Ahead                      | EP     | Eigenproduktion       | Producer                                                                     | 11.08.2011             |
| 2011 | Miss May I                | Monument Deluxe Edition              | Album  | Rise Records          | Mixing, Mastering                                                            | 21.06.2011             |
| 2011 | Of Mice & Men             | The Flood                            | Album  | Rise Records          | Producer, Mixing, Mastering                                                  | 14.06.2011             |
| 2011 | The Air I Breathe         | Great Faith in Fools                 | Album  | Velocity/Rise Records | Mixing, Mastering                                                            | 07.06.2011             |
| 2011 | Asking Alexandria         | Reckless & Relentless                | Album  | Sumerian Records      | Producer, Engineer, Mastering, Mixing                                        | 01.04.2011             |
| 2011 | Ten After Two             | Truth Is…                            | Album  | Rise Records          | Mastering, produced by Cameron Mizell                                        | 29.03.2011             |
| 2011 | The Color Morale          | My Devil In Your Eyes                | Album  | Rise Records          | Producer, Engineer, Mastering, Mixing, Vocals                                | 08.03.2011             |
| 2011 | I See Stars               | The End of the World Party           | Album  | Sumerian Records      | Mastering, produced by Cameron Mizell                                        | 22.02.2011             |
| 2011 | Emmure                    | Speaker of the Dead                  | Album  | Victory Records       | Producer, Engineer, Mastering, Mixing                                        | 15.02.2011             |
| 2010 | Woe, Is Me                | Number(s)                            | Album  | Velocity/Rise Records | Mastering, produced by Cameron Mizell                                        | 31.08.2010             |
| 2010 | The Devil Wears Prada     | Zombie                               | EP     | Ferret Music          | Producer, Mastering, Mixing, Engineer                                        | 24.08.2010             |
| 2010 | Miss May I                | Monument                             | Album  | Rise Records          | Producer, Engineer, Mixing, Mastering                                        | 17.08.2010             |
| 2010 | A Plea for Purging        | The Marriage of Heaven and Hell      | Album  | Facedown Records      | Producer, Mixed and mastered by Brian Hood                                   | 07.07.2010             |
| 2010 | Attack Attack!            | Attack Attack!                       | Album  | Rise Records          | Producer, Engineer, Mastering, Mixing                                        | 08.06.2010             |
| 2010 | Confide                   | Recover                              | Album  | Tragic Hero Records   | Producer, Engineer, Mastering, Mixing                                        | 18.05.2010             |
| 2010 | I Am Abomination          | To Our Forefathers                   | Album  | Good Fight Music      | Engineer, Producer, Mixing, Mastering                                        | 11.05.2010             |
| 2010 | Us, From Outside          | Inspired By The Threat Of Failure    | Album  | Tragic Hero Records   | Producer, Mixing, Engineer, Mastering                                        | 27.04.2010             |
| 2010 | Before Their Eyes         | Untouchable                          | Album  | Rise Records          | Engineer, Instrumentation, Mastering, Composer, Mixing, Producer             | 09.03.2010             |
| 2010 | Of Mice & Men             | Of Mice & Men                        | Album  | Rise Records          | Producer, Mixing, Mastering                                                  | 23.02.2010             |
| 2009 | We Came as Romans         | To Plant a Seed                      | Album  | Equal Vision Records  | Engineer, Programming, Keyboards, Producer, Mixing, Mastering                | 03.11.2009             |
| 2009 | Asking Alexandria         | Stand Up and Scream                  | Album  | Sumerian Records      | Mastering, Producer, Mixing, Engineer                                        | 15.09.2009             |
| 2009 | The Color Morale          | We All Have Demons                   | Album  | Rise Records          | Mixing, Engineer, Mastering, Producer                                        | 01.09.2009             |
| 2009 | Settle The Sky            | Now That We’re Waiting               | EP     | StandBy Records       | Engineer, Mastering, Mixing                                                  | 31.08.2009             |
| 2009 | Let's Get It              | Digital Spaces                       | EP     | Fearless Records      | Producer, Engineer, Mixing, Audio Production, Mastering                      | 04.08.2009             |
| 2009 | For the Fallen Dreams     | Relentless                           | Album  | Rise Records          | Producer, Mixing, Mastering, Engineer                                        | 21.07.2009             |
| 2009 | Rosaline                  | A Constant North                     | Album  | Eulogy Recordings     | Producer                                                                     | 21.07.2009             |
| 2009 | The Crimson Armada        | Guardians                            | Album  | Metal Blade Records   | Mixing, Guest Appearance, Vocals, Engineer, Programming, Producer            | 07.07.2009             |
| 2009 | Miss May I                | Apologies Are for the Weak           | Album  | Rise Records          | Composer, Mixing, Audio Production, Mastering, Producer, Engineer            | 23.06.2009             |
| 2009 | The Devil Wears Prada     | With Roots Above and Branches Below  | Album  | Ferret Music          | Mastering, Mixing, Audio Engineer, Audio Production, Producer, Engineer      | 04.05.2009             |
| 2009 | Oceano                    | Depths                               | Album  | Earache Records       | Producer, Keyboards, Programming, Mastering, Mixing, Engineer                | 07.04.2009             |
| 2009 | A Plea for Purging        | DepravityDepravity                   | Album  | Facedown Records      | Engineer, Programming, Mastering, Mixing, Guest Appearance, Vocals, Producer | 03.03.2009             |
| 2009 | I Am Abomination          | Jaw Dropper                          | EP     | Eigenproduktion       | Producer                                                                     | 16.01.2009             |
| 2009 | Woe of Tyrants            | Kingdom of Might                     | Album  | Metal Blade Records   | Audio Production, Composer, Audio Engineer                                   | 06.01.2009             |
| 2008 | We Came as Romans         | Dreams                               | EP     | Eigenproduktion       | Producer                                                                     | 12.12.2008             |
| 2008 | Attack Attack!            | Someday Came Suddenly                | Album  | Rise Records          | Producer, Orchestra Production, Engineer, Mastering, Guitar, Mixing          | 11.11.2008             |
| 2008 | Run Into the Shadows      | Don’t Even Say a Word                | EP     | Eigenproduktion       | Producer                                                                     | 04.11.2008             |
| 2008 | Before Their Eyes         | The Dawn of My Death                 | Album  | Rise Records          | Producer, Audio Production, Mastering, Mixing                                | 28.10.2008             |
| 2008 | The Callahan              | Face The Day                         | EP     | Eigenproduktion       | Producer                                                                     | 18.08.2008             |
| 2008 | Take It Back!             | Can’t Fight Robots                   | Album  | Facedown Records      | Producer, Mastering, Engineer, Mixing                                        | 24.06.2008             |
| 2008 | Sea of Treachery          | At Daggers Drawn                     | Album  | Sumerian Records      | Mixing, Mastering, Engineer, Keyboards, Producer                             | 25.04.2008             |
| 2008 | Kingston Falls            | Armada on Mercury                    | Album  | Facedown Records      | Audio Production, Mixing, Audio Engineer, Mastering, Producer, Composer      | 18.03.2008             |
| 2008 | Burden of a Day           | Blessed Be Our Ever After            | Album  | Rise Records          | Mixing, Mastering, Engineer, Producer                                        | 04.03.2008             |
| 2008 | Eli                       | The Second Coming                    | EP     | Eigenproduktion       | Producer                                                                     | 04.03.2008             |
| 2008 | Mychildren Mybride        | Unbreakable                          | Album  | Solid State Records   | Producer, Piano Programming, Orchestra Production, Mixed by Adam Dutkiewicz  | 26.02.2008             |
| 2008 | For the Fallen Dreams     | Changes                              | Album  | Rise Records          | Producer, Mastering, Mixing, Engineer                                        | 04.01.2008             |
| 2007 | Every Bridge Burned       | Aun Aprendo                          | Album  | Rise Records          | Producer, Mastering, Mixing                                                  | 09.11.2007             |
| 2007 | The Devil Wears Prada     | Plagues                              | Album  | Rise Records          | Producer, Engineer, Mastering, Mixing, Audio Engineer, Audio Production      | 21.08.2007             |
| 2007 | At the Throne of Judgment | The Arcanum Order                    | Album  | Rise Records          | Mastering, Engineer, Mixing, Producer                                        | 24.07.2007             |
| 2007 | Death Virginia            | Dear Brothers                        | Album  | Eigenproduktion       | Mixing, Mastering                                                            | 24.07.2007             |
| 2007 | Never Again               | Against The Rest                     | Album  | 1981 Records          | Mastering, Mixing, Engineer                                                  | 29.05.2007             |
| 2007 | Before Their Eyes         | Before Their Eyes                    | Album  | Rise Records          | Audio Production, Audio Engineer                                             | 15.05.2007             |
| 2007 | From the Shallows         | Beyond the Unknown                   | EP     | Tribunal Records      | Audio Production                                                             | 08.05.2007             |
| 2007 | Emarosa                   | This Is Your Way Out                 | EP     | Rise Records          | Mixing, Mastering, Lyricist, Producer, Composer, Engineer                    | 01.05.2007             |
| 2007 | Kiss The Gunner           | Why Are We So Dead?                  | Album  | Harvest Earth Records | Audioproduktion                                                              | 27.02.2007             |
| 2006 | The Devil Wears Prada     | Dear Love: A Beautiful Discord       | Album  | Rise Records          | Engineer, Mixing, Producer                                                   | 22.08.2006             |
| 2005 | The Devil Wears Prada     | Patterns of a Horizon                | Album  | Eigenproduktion       | Engineer, Mixing, Producer                                                   | ??.??.2005             |